# Magdalena Dvořáková
Magdalena Dvořáková (provdaná Šantrůčková; 17. srpna 1881 Praha – 25. března 1952 tamtéž) byla česká koncertní a operní pěvkyně, sopranistka, dcera skladatele Antonína Dvořáka a jeho ženy zpěvačky Anny Dvořákové. V letech 1898–1902 studovala zpěv na Pražské konzervatoři u Leontýny Dötscherové. Zpívala Dvořákova díla a účinkovala v souborech v Brně, Olomouci, Praze, Přerově a ve Vysoké u Příbramě. Její manžel byl MUDr. Karel Šantrůček, zemřela bezdětná.